# Пустынная ашбия
Пустынная ашбия (лат. Ashbyia lovensis) — вид воробьиных птиц из семейства медососовых (Meliphagidae), выделяемый в монотипический род ашбий (Ashbyia).

## Распространение
Вид является эндемиком Австралии. Распространён на юге центральной части страны. Населяет сухие местности.

## Описание
В длину птица достигает 11—14 см, весом 14—20 грамм. Оперение самцов: чисто коричневая макушка, затылок, спинка и крылья песчаные, и лицо, горло и клюв жёлтые. Самка схожа с самцом, но имеет более тёмный коричневый окрас вокруг шеи и лица, а также в общем чуть тусклый.

## Поведение
Бо́льшую часть времени ашбии проводят на земле, по которой они ловко бегают. Летают чаще всего низко над землёй. Питаются беспозвоночными.
Как правило, ашбии встречаются парами, но вне брачного сезона могут собираться стаями до 20 особей.

## Размножение
Размножаются весной. Ашбии устраивают гнездо на земле (ямка) и маскируют его растительностью. В кладке 2-4 белых яйца с красновато-коричневыми крапинками.